# Carl Diercke
Carl Diercke (Kyritz, 15 settembre 1842 – Berlino, 7 marzo 1913) è stato un cartografo tedesco.

## Biografia
Dal 1863 al 1865, Diercke studiò a Berlino. Nel 1875, Diercke fondò l'atlante geografico tedesco Diercke. Diercke fu il primo al mondo a sviluppare un atlante mondiale senza lasciare il suo paese di origine.